# Mikroregion Campanha Central

Mikroregion Campanha Central

Mikroregion Campanha Central – mikroregion w brazylijskim stanie Rio Grande do Sul należący do mezoregionu Sudoeste Rio-Grandense. Ma powierzchnię 17.331,0 km².

## Gminy
- Rosário do Sul
- Santa Margarida do Sul
- Santana do Livramento
- São Gabriel